# Најпре су ми убили оца
Најпре су ми убили оца: Ћерка Камбоџе се сећа је документарна књига из 2000. године коју је написала Лоунг Унг, камбоџанско - америчка ауторка која је провела детињство у Демократској Кампућији. То је њена лична прича о искуствима током режима Црвених Кмера.

## Преглед
Књига је приказ у првом лицу, гледано очима детета, о успону комунистичког режима Црвених Кмера 1970-их, његовом насилном масовном пресељењу урбаног становништва на село ради физичког рада (што је довело до масовног нивоа смртних случајева) и коначног колапса режима.
Кратак опис књиге гласи:
„До пете године, Лоунг Унг је живела у Пном Пену, једно од седморо деце високог владиног званичника. Била је напредно дете које је волело отворене градске пијаце, пржене цврчке, борбе пилића и реплицирање родитељима. Док се њена прелепа мајка бринула да је Лоунг изазивач невоља, њен вољени отац је знао да је Лоунг паметна девојка.
„Када је војска Црвених Кмера Пол Пота заузела Пном Пен у априлу 1975, Унгова породица је побегла из свог дома и селила се из села у село да би сакрила свој идентитет, своје образовање, свој некадашњи живот са привилегијама.
На крају се породица разишла да би преживела, али су родитеље касније убили војници. Пошто је Лоунг била отпорна и одлучна, отишла је до радног кампа, где је била обучена као дете војник, док су њена друга браћа и сестре послани у радне логоре.
Када су Вијетнамци ослободили Камбоџу свргавањем Црвених Кмера, преживела браћа и сестре су се полако поново уједињавали.
Подржана шокантном храброшћу једног брата, визијом осталих и подржана нежном љубазношћу своје сестре усред бруталности, Лоунг је себи исковала нови живот.
Ауторка је касније живела у САД и радила у Кампањи за свет без мина у Вашингтону.
Нико не зна тачно — па чак ни приближно — колико је људи убијено у камбоџанском геноциду, било директним убиствима од стране режима, или принудним радом и изгладњивањем. На пример, академик UCLA Патрик Ховелин написао је 2015: „Распон процена смртних случајева под Пол Потовом владавином у Камбоџи (1975–1979) је превише широк да би био користан: креће се од испод 1 до преко 3 милиона, вероватне процене и даље варирају од 1 до 2 милиона." Ако је процена од 2 милиона отприлике тачна, то би значило да је око једне четвртине целокупног становништва земље у то време збрисано.

## Пријем
Књигу је оштро критиковала Соди Леј, суоснивач Кмерског института — сајта који себе описује као „веб-информациони извор о Камбоџи и Камбоџанцима“ — због историјске нетачности и културолошке неаутентичности, оптужујући је да је попунила детаље о детињству у Камбоџи 1970-их, користећи сећања из модерног доба стечена током касније посете тој земљи.
Осврћући се на ову негативну рецензију у чланку за Друштво за проучавање мултиетничке књижевности Сједињених Држава, др Бунконг Туон је признао Лејине критике, док је бранио Унгин рад. Уместо да потпуно одбаци Унгин текст, Туон је тврдио да научници треба да читају „Прво су убили мог оца“ не да би прикупили историјске чињенице о Црвеним Кмерима, већ да би искусили њену емоционалну истину и да би размотрили њене субјективне, наративне празнине и пукотине као означитељ трауме и сведочанство о разарању које су починили Црвени Кмери. Сажетак чланка гласи: „Нудећи емоционалне истине као допуну историјској истини којој теже други камбоџански наративи о геноциду, Унгин текст сведочи о бруталности Црвених Кмера, док разоткрива субјективно искуство аутора да се бори да ради и пише свој пут кроз трауматску прошлост“.
Ричард Бернштајн из Њујорк тајмса написао је у својој рецензији да је аутор био „интелигентан и морално свестан” писац чије дело даје голој статистици геноцида „далеко већу психолошку снагу” својим „потресним” приказом из прве руке.
Једна неименована рецензија на веб-сајту Publishing Weekly назвала је књигу „вешто конструисаном”, рекавши да „стоји као историја очевица тог периода, јер је као дете Унг била толико свесна свог окружења, и зато као одрасла списатељица додаје детаље да разјасни селидбе и раздвајања породице... овај моћни биланс је тријумф“.

## Филмска адаптација
Књига је адаптирана у филм који је продуцирала и режирала Анђелина Џоли. Филм је премијерно приказан 18. фебруара 2017. у Сијем Реапу, у  Камбоџи.
„Срце тога је Лоунгина прича“, наводи Џоли о филму. „То је прича о рату кроз очи детета, али је и прича о једној земљи“. Да би направила тачан портрет геноцида и рата, Џоли је користила само камбоџанске глумце који говоре свој матерњи језик, кмерски. Окупила је стотине преживелих и њихове деце да поново креирају своје приче. Филм је сниман у Камбоџи.